# 布拉戈達特涅 (普拉赫蒂伊夫卡市鎮)
46°15′28″N 29°38′51″E / 46.25778°N 29.64750°E
布拉霍達特內（烏克蘭語：Благодатне）是位於烏克蘭西南部的村莊，由敖德萨州裡比爾霍羅德-德涅斯特羅夫斯基區的普拉赫蒂伊夫卡市鎮負責管轄。該村始建於1940年，面積1.08平方公里，海拔高度28米，2001年人口346，人口密度每平方公里320.37人。